# Wim Nieuwkerk
Wim Nieuwkerk (Roosendaal, 8 juli 1981) is een Nederlandse du- en triatleet. Hij was tot zijn zestiende een fanatiek wedstrijdschaatser, in het gewest Brabant-Limburg. Toen eenmaal de progressie stokte, besloot Nieuwkerk zich toe te leggen op de duatlonsport.
In 2005 kreeg Wim te maken met zijn eerste tegenslag. Op 30 april van dat jaar brak hij tijdens het Belgisch Kampioenschap voor clubteams zijn vijfde middenvoetsbeentje. Dit resulteerde in 10 weken gips en 10 weken fysiotherapie; een verloren seizoen. Een week eerder was hij nog als 10e (en 3e Nederlander) over de finish gekomen tijden het EK Powerman.
In 2006 was hij weer volledig hersteld en heeft hij een reeks spraakmakende resultaten behaald, waaronder Nederlands kampioen wintertriatlon, winnaar nationaal duatloncircuit en tweede plaats NK duatlon. In 2007 prolongeerde hij zijn titel op de wintertriatlon in Assen.

## Titels
- Nederlands kampioen wintertriatlon: 2006, 2007, 2009, 2011
- Nederlands kampioen duatlon op de lange afstand: 2009, 2010, 2011, 2012, 2013
- Nederlands kampioen duathlon korte afstand: 2004 (belofte), 2014
- Nederlands kampioen cross duathlon: 2010 en 2011

## Prestaties

### duatlon
- 2002: 6e NK duatlon
- 2003: 5e NK duatlon
- 2004:  EK duatlon U23
- 2004: 6e WK duatlon U23
- 2004: 4e NK duatlon
- 2005:  NK duatlon op de lange afstand in Venray - 2:50.04
- 2005: 10e EK Powerman
- 2006:  Nationaal duatloncircuit
- 2006:  NK duatlon Classic Distance in 1:39.52
- 2007:  NK duatlon op de lange afstand in Horst aan de Maas - 2:51.14
- 2007:  NK duatlon Classic Distance in Oss - !:48.00
- 2008:  NK duatlon Classic Distance in Oss - 1:56.22
- 2009:  NK duatlon op de lange afstand in Horst aan de Maas - 2:45.32

### wintertriatlon
- 2006:  NK in Assen - 2:26.14
- 2007:  NK in Assen - 2:25.07
- 2009:  NK in Assen - 2:26.09
- 2010:  NK in Assen - 2:36.32
- 2011:  NK in Assen - 2:26.38